# Tragifarsa
Tragifarsa – utwór dramatyczny łączący elementy tragiczne z farsowymi.
Ich autorami byli m.in. pisarz hiszpański Ramón María del Valle-Inclán (Dziwadła i makabrydy),  rumuński – Eugène Ionesco (Krzesła), oraz pisarze polscy: Gabriela Zapolska (Moralność pani Dulskiej – tragifarsa kołtuńska, 1906) i Witold Gombrowicz (Iwona, księżniczka Burgunda, 1938).